# Allobaccha moluccana
Allobaccha moluccana är en tvåvingeart som först beskrevs av Carl Ludwig Doleschall 1857.  Allobaccha moluccana ingår i släktet Allobaccha och familjen blomflugor. Inga underarter finns listade i Catalogue of Life.